# Paraeumigus
Paraeumigus is een geslacht van rechtvleugeligen uit de familie Pamphagidae. De wetenschappelijke naam van dit geslacht is voor het eerst geldig gepubliceerd in 1914 door Bolívar.

## Soorten
Het geslacht Paraeumigus omvat de volgende soorten:
- Paraeumigus bolivari La Greca, 1993
- Paraeumigus diversipes Uvarov, 1927
- Paraeumigus escalerai Bolívar, 1912
- Paraeumigus fortius Bolívar, 1907
- Paraeumigus montanus Werner, 1931
- Paraeumigus nadigi La Greca, 1993
- Paraeumigus nigroadspersus Bolívar, 1907
- Paraeumigus ouchedenensis Werner, 1934
- Paraeumigus parvulus Bolívar, 1907
- Paraeumigus sabulosus Uvarov, 1927
- Paraeumigus sobrinus Bolívar, 1912
- Paraeumigus tachdirtensis Werner, 1934
- Paraeumigus tricoloripes Werner, 1932